# Hr1
Hr1, först kallad P1, är en klass tunga finska ånglok, med smeknamnet Ukko-Pekka. Lokomotiven är de största ångloken för snälltåg som någonsin byggdes i Finland.
Under tidigt 1930-tal konstaterade Statsjärnvägarna att man behövde längre och snabbare passagerartåg, och 1932–1936 planerade man så ett nytt tungt snälltågslokomotiv. Klassen kallades först P1, men 1942 byttes benämningen mot Hr1. Förkortningen kommer av "henkilö", person, och "raskas", tung. Smeknamnet Ukko-Pekka syftar på presidenten P. E. Svinhuvud.
De två första lokomotiven (1001 och 1002) beställdes 1936 och levererades 1937, de följande fyra beställdes 1938, men vinterkriget försenade leveranserna. Lokomotiven byggdes ursprungligen att köras med kol, men eldades tidvis med lättillgänglig björk istället. Ett av loken (1005) byggdes om för olja under efterkrigstiden, då oljan ett tag var billigare än kol. Sammanlagt byggdes drygt tjugo Hr1-lok. De var flaggskeppen i lokomotivflottan och drog snälltåg på de längsta linjerna.
På 1960-talet övergick man till diesellok på de flesta turer, men Hr1-loken användes fortfarande för de snabbaste turerna. Mot slutet av decenniet övergick de till att endast köra mellan Helsingfors och Riihimäki. Den sista reguljära turen med Hr1-lok från Helsingfors kördes i maj 1970, den sista officiella passagerarturen med ånglok, också då Hr1, från Pieksämäki till Kouvola i maj 1971. Loken användes en kort tid våren 1974 mellan Vasa och Seinäjoki.
När trafiken definitivt upphört lades lokomotiven upp nära Haapamäki för att kunna användas i kristid, med tanke på störningar i oljeimporten. 1981 restaurerade och testkörde man Hr1 1004 för att se hur maskineriet klarat lagringen. Lokomotivet användes sedan för privata tåg och museiturer fram till 1990.
1990 övergavs strategin att ha ånglok för kristida behov. En del av loken har sålts till entusiaster, en del har skrotats. Museiturer ordnas ibland, men nya säkerhetssystem har gjort detta svårare än vad det var på 1980-talet.